# Comité international de ski-alpinisme de compétition
Le Comité international de ski-alpinisme de compétition ou CISAC (en anglais : International Council for Ski Mountaineering Competitions ou ISMC), basé en Espagne à Barcelone au Floridablanca 84, est responsable des compétitions de ski-alpinisme et de Vertical Race.
Le CISAC fait partie de l'Union internationale des associations d'alpinisme (UIAA). Fondé en 1999, il a fusionné avec la Fédération internationale de ski-alpinisme (International Ski Mountaineering Federation ou ISMF) en 2008.

## Compétitions CISAC/ISMC
- Coupes d'Europe de ski de randonnée depuis 1992 :
- Championnats d'Europe de ski-alpinisme depuis 2001, avant de la CISAC depuis 1992 ;
- Championnats du monde de ski-alpinisme depuis 2002 ;
- Coupes du monde de ski-alpinisme depuis 2004.

Les classes d'âge :
- Cadets (16-18 ans) ;
- Juniors (19-20 ans) ;
- Espoirs (21-23 ans) ;
- Séniors (> 23 ans).

## Les membres de l'UIAA-ISMC
| Pays               | Associations nationales                               | Remarques                                  |
| ------------------ | ----------------------------------------------------- | ------------------------------------------ |
| Andorre            | Federació Andorrana de Muntanyisme                    |                                            |
| Argentine          | Federación Argentina de Ski y Andinismo               |                                            |
| Autriche           | ASKIMO                                                | depuis octobre 2007 ; pas de droit de vote |
| Autriche           | Verband Alpiner Vereine Österreichs                   |                                            |
| Belgique           | Club alpin belge                                      |                                            |
| Bulgarie           | Bulgarian Alpine Club                                 |                                            |
| Canada             | Alpine Club of Canada                                 |                                            |
| Chili              | Federación de Andinismo de Chile                      |                                            |
| Chine              | Chinese Mountaineering Association                    |                                            |
| République tchèque | Český Horolezecký Svaz                                |                                            |
| Danemark           | Dansk Bjergklub                                       |                                            |
| France             | Club alpin français                                   | pas de droit de vote                       |
| France             | Fédération française de la montagne et de l'escalade  |                                            |
| Allemagne          | Deutscher Alpenverein                                 |                                            |
| Grèce              | Hellenic Federation of Mountaineering and Climbing    |                                            |
| Iran               | I.R.Iran Mountaineering Federation                    |                                            |
| Italie             | Club Alpino Italiano                                  | pas de droit de vote                       |
| Italie             | Federazione Italiana Sport Invernali                  |                                            |
| Japon              | Japan Mountaineering Association                      |                                            |
| Liechtenstein      | Liechtensteiner Alpenverein                           |                                            |
| Maroc              | Fédération royale marocaine de ski et montagne        |                                            |
| Pologne            | Polski Związek Alpinizmu                              |                                            |
| Roumanie           | Romanian Federation of Mountaineering and Climbing    |                                            |
| Russie             | Union of Mountaineers and Climbers of Russia          |                                            |
| Suisse             | Schweizer Alpen-Club                                  |                                            |
| Singapour          | Singapore Mountaineering Federation                   |                                            |
| Slovaquie          | Slovak Alpinist Union JAMES                           |                                            |
| Slovénie           | Planinska Zveza Slovenije                             |                                            |
| Espagne            | Federació d'Entitats Excursionistes de Catalunya      | pas de droit de vote                       |
| Espagne            | Federación Española de Deportes de Montaña y Escalada |                                            |
| Espagne            | Centre Excursionista de Catalunya                     | pas de droit de vote                       |
| Corée du Sud       | Korean Alpine Federation                              |                                            |
| États-Unis         | American Alpine Club                                  |                                            |